# Túbulo-T

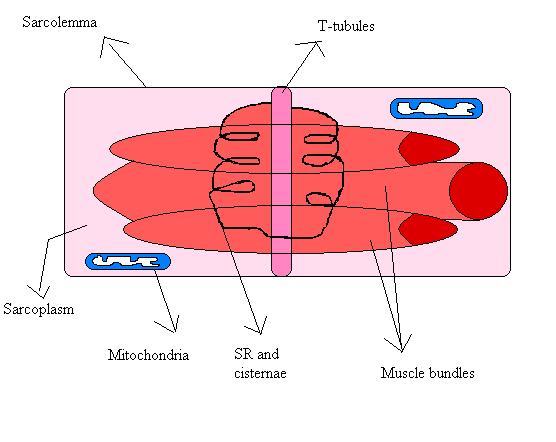
Sistema muscular

Um túbulo-T ou túbulo transverso é uma invaginação profunda do sarcolema encontrado revestindo as células de músculo esquelético e cardíaco. Estas invaginações permitem que a despolarização da membrana rapidamente penetre no interior da célula.
No músculo esquelético, cada túbulo T está ligado a dois retículos sarcoplasmáticos (vesículas intracelulares que estocam íons cálcio), formando uma tríade.
No músculo cardíaco, cada túbulo T está ligado a um retículo sarcoplasmático, formando uma díade.
Os túbulos T facilitam a igual propagação da informação/ordem de despolarização, e conseqüente abertura dos canais de cálcio da membrana e do retículo sarcoplasmático, ao longo do sarcolema e de suas invaginações, visando à contração ordenada e concomitante das células.